# 검은배쥐
검은배쥐(Niviventer eha)는 쥐과에 속하는 설치류의 일종이다. 중국과 인도, 미얀마, 네팔에서 발견된다.